# Gaëtan Paquiez
Gaëtan Paquiez est un footballeur français, né le 15 février 1994 à Valréas. Il évolue au Grenoble Foot 38 au poste d'arrière latéral.

## Biographie
Gaëtan Paquiez prend sa première licence en Corse à l'Île Rousse à l'âge de quatre ans. Il rejoint ensuite le Nîmes Olympique, où il joue avec les poussins et benjamins, avant de continuer sa formation avec l'Avignon F84. Il retourne ensuite au Nîmes Olympique dans la catégorie des moins de 14 ans fédéraux.
Il intègre l'équipe première du Nîmes Olympique en 2013, sous la direction de Victor Zvunka, participant au stage de préparation d'avant saison. Toutefois, l'arrivée du nouveau président Jean-Marc Conrad complique la donne, et il doit se contenter de l'équipe réserve qui évolue en CFA2.
Tout en continuant de progresser avec la réserve, il trouve un travail comme vendeur de chaussures. Il signe finalement son premier contrat professionnel avec le Nîmes Olympique en février 2016.
Après 7 saisons passées au sein de son club formateur (dont 3 en Ligue 1), il signe au Grenoble Foot 38 pour 2 saisons (+1 en option).

## Statistiques
Le tableau ci-dessous retrace la carrière de Gaëtan Paquiez depuis ses débuts :
| Saison                | Club                  | Championnat           | Championnat | Championnat | Coupe nationale | Coupe nationale | Coupe de la Ligue | Coupe de la Ligue | Total | Total |
| Saison                | Club                  | Division              | M.          | B.          | M.              | B.              | M.                | B.                | M.    | B.    |
| 2012-2013             | Nîmes Olympique rés.  | CFA 2                 | 3           | 0           | -               | -               | -                 | -                 | 3     | 0     |
| 2013-2014             | Nîmes Olympique rés.  | CFA 2                 | 19          | 0           | -               | -               | -                 | -                 | 19    | 0     |
| 2014-2015             | Nîmes Olympique rés.  | CFA 2                 | 23          | 2           | -               | -               | -                 | -                 | 23    | 2     |
| 2015-2016             | Nîmes Olympique rés.  | CFA 2                 | 10          | 0           | -               | -               | -                 | -                 | 10    | 0     |
| Sous-total            | Sous-total            | Sous-total            | 55          | 2           | 0               | 0               | -                 | -                 | 55    | 2     |
| 2015-2016             | Nîmes Olympique       | Ligue 2               | 17          | 0           | 1               | 0               | -                 | -                 | 18    | 0     |
| 2016-2017             | Nîmes Olympique       | Ligue 2               | 22          | 0           | -               | -               | 1                 | 0                 | 23    | 0     |
| 2017-2018             | Nîmes Olympique       | Ligue 2               | 24          | 0           | 3               | 1               | 1                 | 0                 | 28    | 1     |
| 2018-2019             | Nîmes Olympique       | Ligue 1               | 20          | 0           | -               | -               | -                 | -                 | 20    | 0     |
| 2019-2020             | Nîmes Olympique       | Ligue 1               | 21          | 0           | 2               | 0               | 2                 | 0                 | 25    | 0     |
| 2020-2021             | Nîmes Olympique       | Ligue 1               | 16          | 0           | 1               | 0               | -                 | -                 | 17    | 0     |
| 2021-2022             | Nîmes Olympique       | Ligue 2               | 30          | 0           | 3               | 0               | -                 | -                 | 33    | 0     |
| Sous-total            | Sous-total            | Sous-total            | 150         | 0           | 10              | 1               | 4                 | 0                 | 164   | 1     |
| 2022-2023             | Grenoble Foot 38      | Ligue 2               | 22          | 0           | 5               | 0               | -                 | -                 | 27    | 0     |
| 2023-2024             | Grenoble Foot 38      | Ligue 2               | 29          | 0           | 2               | 0               | -                 | -                 | 31    | 0     |
| 2024-2025             | Grenoble Foot 38      | Ligue 2               | 30          | 1           | 1               | 0               | -                 | -                 | 31    | 1     |
| 2025-2026             | Grenoble Foot 38      | Ligue 2               | 1           | 0           | -               | -               | -                 | -                 | 1     | 0     |
| Sous-total            | Sous-total            | Sous-total            | 82          | 1           | 8               | 0               | -                 | -                 | 90    | 1     |
| Total sur la carrière | Total sur la carrière | Total sur la carrière | 287         | 3           | 18              | 1               | 4                 | 0                 | 309   | 4     |

## Palmarès
- Vice-champion de France de Ligue 2 en 2018 avec le Nîmes Olympique.